# Línguas bamileke
Bamileke é um grupo de línguas faladas pelos Bamileke na savana ocidental de Camarões.